# Hruška v brodských Vinohradech
Hruška v brodských Vinohradech je solitérní památný strom - hrušeň obecná (hrušeň polnička, latinsky Pyrus communis L.). Roste ve Vinohradech v Uherském Brodě v okrese Uherské Hradiště ve Zlínském kraji v Prakšické pahorkatině a regionu Slovácko.

## Popis a historie stromu
Strom roste ve svahu za plotem v zahrádkářské kolonii. Podle:
| Obvod kmene:                   | 3,28 m                                             |
| Výška stromu ve výčetní výšce: | 15 m                                               |
| Ochranné pásmo:                | kruh o poloměru 10 m měřený od středu v patě kmene |
| Datum prvního vyhlášení:       | 21. října 2005                                     |

## Další informace
Strom není volně přístupný a vede kolem něj Maršovská naučná stezka.

## Galerie

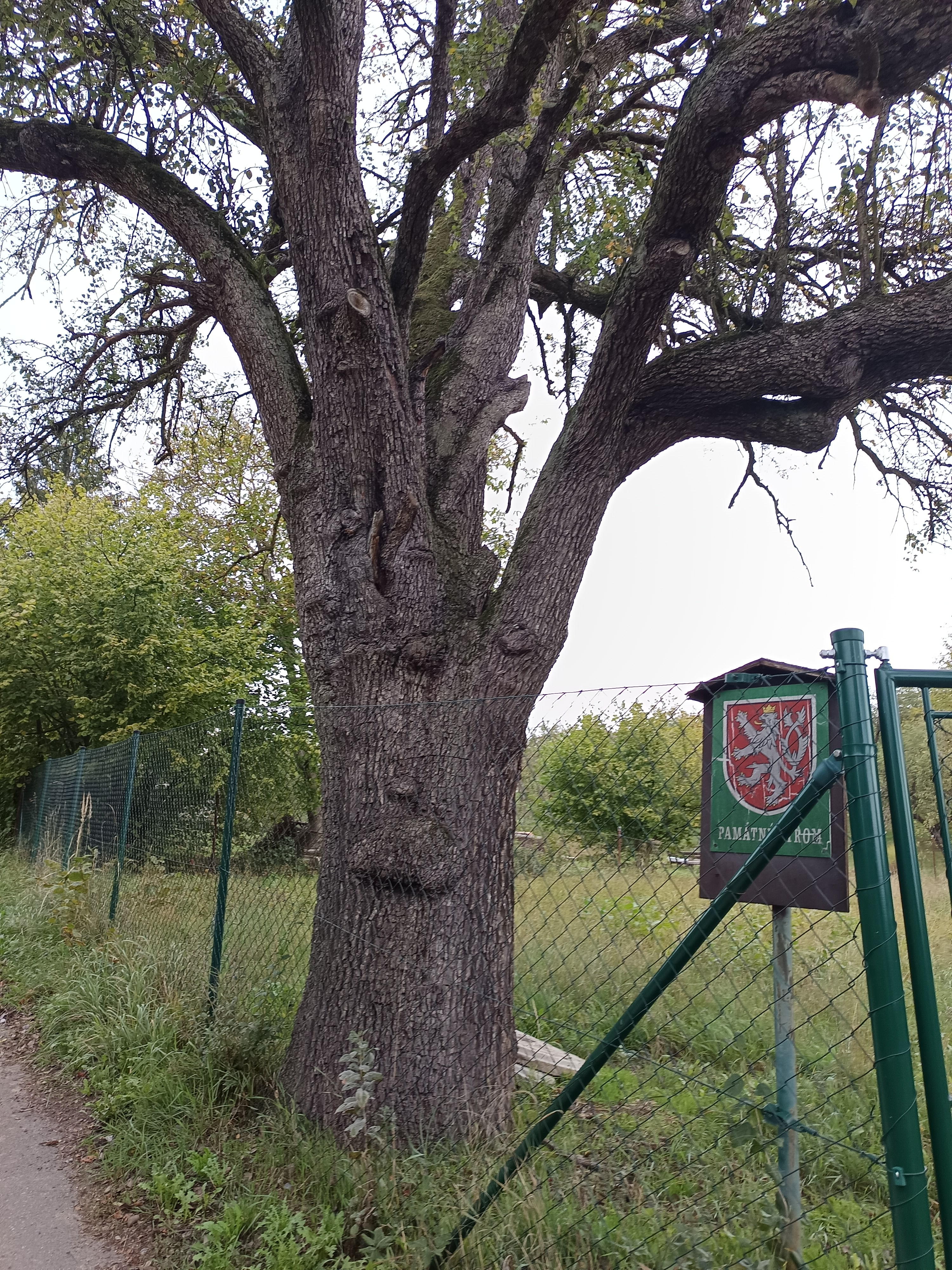
Detail kmene
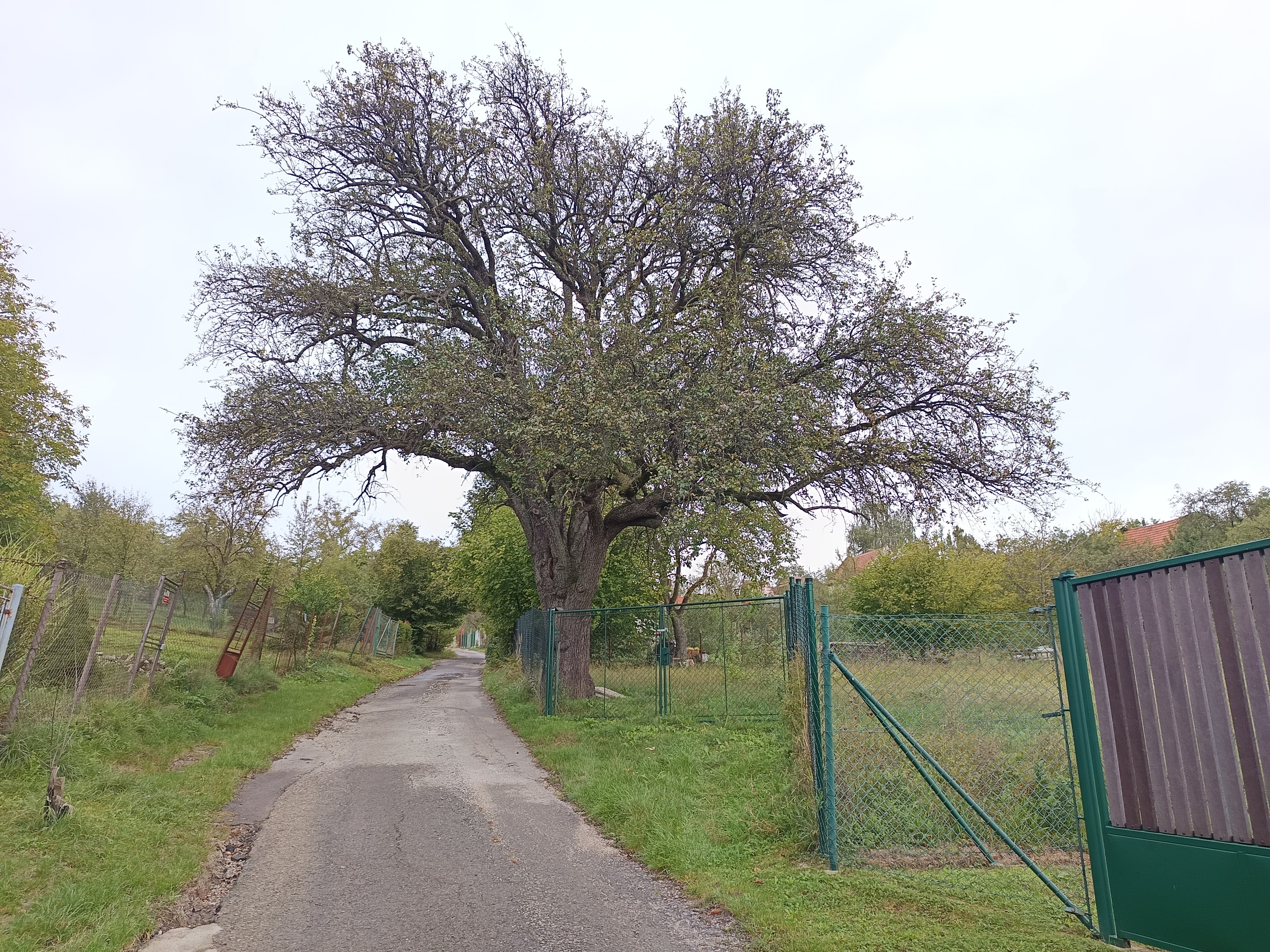
Umístění stromu